# Turritopsis lata
La Turritopsis lata  Lendenfeld, 1885 è un idrozoo della famiglia Oceaniidae.

## Descrizione
Le meduse adulte misurano 3.5 mm, con un corpo a forma di campana. Al contrario di altre Turritopsis, le cellule vacuolate non sono raggruppate in una massa compatta sul manubrio, ma sono trasparenti  e distribuite lungo il peduncolo e nei pressi dei canali radiali. 
Le gonadi sono ben visibili come 4 ovuli di colore marrone.
Negli individui adulti, i tentacoli variano da 20 a 50, disposti su una fila attorno alla bocca. I tentacoli hanno rigonfiamenti affusolati, con alcune marche rosso scuro che possono venire confuse con gli ocelli. Questi sono senza statocisti, di colore rosso e disposti alla base del tentacolo. Le quattro labbra arrotondate della bocca sono circondate da nematocisti.
Queste caratteristiche fanno pensare che la T. lata sia riconoscibile e diversa dalle altre specie Turritopsis.

## Distribuzione
La T. lata è una specie endemica di Port Jackson (nei pressi di Sydney, Australia) e nella regione di Moreton Bay.